# Кламре
Кламре́ (фр. Clamerey) — коммуна во Франции, находится в регионе Бургундия и в департаменте Кот-д’Ор. Входит в состав кантона Преси-су-Тий. Округ коммуны — Монбар.
Код INSEE коммуны — 21177.

## Население
Население коммуны на 2010 год составляло 179 человек.
| 1962 | 1968 | 1975 | 1982 | 1990 | 1999 | 2010 |
| ---- | ---- | ---- | ---- | ---- | ---- | ---- |
| 271  | 258  | 220  | 217  | 193  | 191  | 179  |

## Экономика
В 2010 году среди 111 человек трудоспособного возраста (15—64 лет) 76 были экономически активными, 35 — неактивными (показатель активности — 68,5 %, в 1999 году было 73,0 %). Из 76 активных жителей работали 68 человек (38 мужчин и 30 женщин), безработных было 8 (6 мужчин и 2 женщины). Среди 35 неактивных 10 человек были учениками или студентами, 18 — пенсионерами, 7 были неактивными по другим причинам.